# Diego de Rojas
Diego de Rojas (morto em 1544) foi um explorador espanhol do século XVI.
Os primeiros contatos estabelecidos entre os europeus e os nativos que habitavam a atual região da Argentina ocorreu durante as expediçõoes de Rojas. Explorou o rio da Prata em 1534 com cerca de 200 homens, como lhe ordenara o governador do Peru, Cristóbal Vaca de Castro, após a conquista do Peru por Francisco Pizarro.